# Korita (żupania pożedzko-slawońska)
Korita – wieś w Chorwacji, w żupanii pożedzko-slawońskiej, w mieście Lipik. W 2011 roku liczyła 9 mieszkańców.